# Sturmschäden
Sturmschäden war eine deutsche Rock- und Popband aus dem Sauerland. Ihre überwiegend deutschsprachigen Songs stehen in der Tradition der Neuen Deutschen Welle.

## Geschichte
Die Geschichte der Band ist eng verbunden mit dem Label Langstrumpf Records. Sänger Michael Klaucke gründete das Label 1992, um das zweite Album der Band zu veröffentlichen. Produziert wurde Vergessenes Land von Tex Morton.
Für die dritte und letzte Veröffentlichung der Gruppe, die im April 1995 erschien, unterschrieb die Band einen Vertrag bei dem Major-Label Autarc (Eastwest). Produziert wurde diese CD von Martin Meinschäfer (Dolls United), die Singleauskopplung Kunterbunt wurde von Jens Kuphal neu abgemischt.
Die Band trennte sich 1997. Thorsten Spiekermann, musikalischer Kopf der Sturmschäden, spielte danach in der Band Von Dörte.

### Einordnung
Die Gruppe selbst bezeichneten ihren Musikstil als Radaupop. Alle Mitglieder der Band stammen aus dem Sauerland und sind mit der Region eng verbunden. So ist die Gruppe unter anderem auf dem Regionalsampler Mein Freund ist Sauerländer aus dem Jahr 1994 vertreten. Musikalisch stehen die Sturmis, wie sie von ihren Fans genannt wurden, in der Tradition der Neuen Deutschen Welle. Vorbilder waren unter anderem Gruppen wie Ton Steine Scherben oder die Sängerin Nena.
Bei der zweiten Veröffentlichung hatten sich deutsche Texte und eher rockige Klänge durchgesetzt. Das dritte Album unterscheidet sich deutlich von den beiden Vorgängern: musikalisch ausgereifter, reicht der Spannungsbogen von eingängigen Stücken wie Gedankenfänger oder Kunterbunt bis zu trashigen Songs wie Regenbogen. Es gibt zwei Coverversionen: Anfang vom Ende von Nena und Silberstreif, eine deutsche Version des Neil-Young-Songs After the Gold Rush.

## Diskografie

### Studioalben
- 1991: Pirat oder Popstar (KM-Musik)
- 1992: Vergessenes Land (Langstrumpf Records)
- 1995: Sturmschäden (Autarc/Eastwest)

### Singles
- 1991: Revolution (KM-Musik)
- 1995: Kunterbunt (Autarc/Eastwest)